# 警察等が取り扱う死体の死因又は身元の調査等に関する法律
警察等が取り扱う死体の死因又は身元の調査等に関する法律（けいさつとうがとりあつかうしたいのしいんまたはみもとのちょうさとうにかんするほうりつ、平成24年6月22日法律第34号）は、警察および海上保安庁が取り扱う死体について、調査、検査、解剖その他死因または身元を明らかにするための措置に関する日本の法律である（第1条）。略称は、死因・身元調査法。
これまで監察医制度が置かれていない地域では、それぞれ地域の大学の法医学教室が中心となって、遺族の承諾を得て解剖が行われてきたが、2013年4月より本法が施行されたことにより、警察署長（第6条）や海上保安部長（第12条）の職権で、遺族の承諾なしに、医師に解剖を実施させることが可能となった。
死因・身元の調査が実施された死体は、原則として遺族に引渡されるが（第10条1項）、身寄りの判明しない者の場合は、その所在地の市町村長・特別区長に引渡される（第10条2項）。